# 極限環境生物学会
極限環境生物学会（きょくげんかんきょうせいぶつがっかい、英文名 The Japanese Society for Extremophiles）は、極限環境生物研究の発展、極限環境生物の研究・教育・利用の推進目的のため1999年に「極限環境微生物学会」として設立（2010年に現名称に改名）された学会。未知の生命を死滅から守り、保存して次の世代に伝えていくことを使命としている。極限環境微生物の研究は、世界に先駆け日本で学問的に体系化され、基礎的な科学研究から産業的な応用に貢献している。
事務局を神奈川県横浜市緑区長津田町4259-J2-13東京工業大学大学院生命理工学研究科生物プロセス専攻　中村聡研究室内に置いている。

## 情勢
概況
- 近年、極限環境微生物学が急速に進みつつある。極限環境にも多様な微生物が存在することが明らかになってきた。
- 今日では、極限生命の探索は地殻内生命体に向かい、さらに地球外生命体の存在可能性についての研究に繋がっている。
- 今日の地球環境問題、生命の起源研究、医薬品や有用物質の生産、バイオテクノロジーの発展にとって極限環境微生物学は不可欠の存在であり、21世紀の新たな研究の展開で重要な役割を果たすことが期待されている。

## 事業
- 研究発表会・講演会等の開催、学会誌の発行、国際極限環境生物学会[2]等との連携、研究奨励賞・ポスター賞の授与など[1]。

## 学会誌
- 『極限環境生物学会誌』（Journal of Japanese Society for Extremophiles）